# Jeanne Altmann
Jeanne Altmann es profesora emérita, profesora de ecología y biología evolutiva actualmente en la Universidad de Princeton. Es conocida por su investigación sobre el comportamiento social de babuinos, y sus contribuciones al primate contemporáneo ecología del comportamiento. Es fundadora y codirectora del Proyecto de Investigación Amboseli Baboon. Su artículo de 1974 sobre el estudio observacional del comportamiento es una piedra angular para los ecologistas y ha sido citado más de 10.000 veces. Es miembro de la Academia Nacional de Ciencias de Estados Unidos.

## Educación
Jeanne Altmann comenzó su licenciatura en UCLA como estudiante de matemáticas. Sin embargo, durante su segundo año, se transfirió a MIT después de casarse con Stuart Altmann, quien era un estudiante graduado en Harvard. Luego lo acompañó a la Universidad de Alberta, donde recibió su título en matemáticas en 1962. Altmann luego asistió a la Universidad de Emory para su M.A.T. en matemáticas y enseñanza, que obtuvo el 1970. Más tarde, comenzó su licenciatura en biología en la University of Chicago. A través de su tesis, decidió centrarse en las interacciones sociales y familiares de los babuinos.
Usando su formación en matemáticas, fue empleada como analista de datos en un laboratorio que estudiaba la infancia humana. Fue con sus antecedentes en matemáticas que su documento más conocido fue escrito en 1974, el cual ha sido citado por lo menos 10.000 veces hasta el 1 de marzo de 2014.

## Carrera e investigación
Después de graduarse en la Universidad de Alberta, Altmann comenzó a trabajar como investigadora de primates en la universidad; permaneció en este puesto hasta 1965. Mientras estuvo en Emory, investigó en el Yerkes National Primate Research Center, luego se mudó a la Universidad de Chicago para sus estudios de doctorado y la mayor parte de su carrera. Se convirtió en profesora asociada en 1985 y fue ascendida a profesora titular en 1989. También comisionó las exposiciones de primates en el Zoológico de Brookfield en los suburbios de Chicago. En 1998, Altmann se trasladó a la Universidad de Princeton, donde sigue siendo profesora emérita. De 2003 a 2008, fue profesora visitante de Fisiología animal en la Universidad de Nairobi, y ha sido profesora honoraria de zoología allí desde 1989.
Es conocida por su participación en la creación y desarrollo del proyecto de investigación Amboseli Baboon Research Project, que se inició en 1963.
Fue galardonada con el Premio Sewall Wright en 2013 y con el Lifetime Achievement Award de la Sociedad Primatológica Internacional en 2014. En su área de estudio, el trabajo de campo de Altmann emplea métodos de muestreo observacional más que experimental. Lo que le permite seguir el comportamiento de los babuinos en su entorno natural. Utiliza principalmente técnicas no invasivas. El ABRP también recoge muestras fecales para análisis genéticos, hormonales e intestinales de bacterias.
La investigación de Altmann se centra específicamente en la ecología del comportamiento de los babuinos que se encuentran dentro y cerca de parque nacional de Amboseli, Kenia. Con colaboradores como Susan Alberts, Elizabeth Archie y Jenny Tung, los intereses de investigación de Altmann han incluido la demografía, la relación madre-hijo, la ecología del comportamiento y la endocrinología, la evolución del comportamiento social, el envejecimiento, la selección sexual, la ecología de la enfermedad y la genómica funcional. Fue una de las primeras investigadoras en estudiar a las madres de primates, y los efectos de los genes en la crianza y el apareamiento.

## Honores y premios
- Premio Fundación BBVA Fronteras del Conocimiento (2022)
- Exemplar Award, Animal Behavior Society (1996)
- Fellow, National Academy of Sciences (2003)
- Fellow, Asociación de Zoológicos y Acuarios
- Fellow, Animal Behavior Society
- Fellow, American Academy of Arts and Sciences
- Premio Sewall Wright (2013)
- Lifetime Achievement Award, International Primatological Society (2014)

## Publicaciones
- Alberts, Susan C.; Altmann, Jeanne (1995). «Balancing costs and opportunities: dispersal in male baboons». American Naturalist 145 (2): 279-306. doi:10.1086/285740.
- Altmann, Stuart A.; Altmann, Jeanne (1973). Baboon ecology.
- Altmann, Jeanne (15 de agosto de 2001). Baboon Mothers and Infants. University of Chicago Press. ISBN 9780226016078. Consultado el 24 de febrero de 2014.
- Altmann, Jeanne (1974). «Observational Study of Behavior: Sampling Methods». Behaviour (journal) 49 (3,4): 227-267. JSTOR 4533591.
- Altmann, Jeanne; Altmann, Stuart A.; Hausfater, Glenn; McCuskey, Sue Ann (1977). «Life history of yellow baboons: physical development, reproductive parameters, and infant mortality». Primates 18 (2): 315-330. doi:10.1007/bf02383111.
- Altmann, Jeanne; Alberts, Susan C.; Haines, Susan A.; Dubach, Jean; Muruthi, Philip; Coote, Trevor; Geffern, Eli (1996). «Behaviour predicts genes structure in a wild primate group». Proceedings of the National Academy of Sciences 93 (12): 5797-5801. PMC 39141. PMID 8650172. doi:10.1073/pnas.93.12.5797.
- Silk, Joan B.; Alberts, Susan C.; Altmann, Jeanne (2003). «Social bonds of female baboons enhance infant survival». Science 302 (5648): 1231-1234. PMID 14615543. doi:10.1126/science.1088580.